# Jairo Paes de Lira
Jairo Paes de Lira (São Paulo, 30 de março de 1953) é um Coronel da Policial Militar do Estado de São Paulo (hoje na reserva) e um ex-político brasileiro filiado ao DEM. Foi comandante do Comando de Policiamento da Região Metropolitana (CPM) (2003 a 2004), da Academia de Polícia Militar do Barro Branco (2000 a 2001), e do Terceiro Batalhão de Polícia de Choque (3º BPChq) (1996 a 1999) da Polícia Militar do Estado de São Paulo, e deputado federal pelo PTC‎, de 2009 a 2010, tendo assumido o cargo após a morte de Clodovil Hernandes. Foi candidato a vereador de São Paulo pelo DEM em 2012, mas teve sua candidatura indeferida, não obtendo votos válidos. Paes de Lira também é pós-graduado em Administração pela Universidade Presbiteriana Mackenzie e em Direito. Paes de Lira frequentou a Academia do Barro Branco, em São Paulo, entre 1970 a 1974, se formando na Turma Cidade de São Paulo. Durante seu período ali, concluiu os cursos Preparatório para Formação de Oficiais (1970-1971), Formação de Oficiais (1972-1974) e Controle de Tumultos (1974). Na sua carreira militar, esteve nos quadros do Policiamento de Trânsito e da Corregedoria da Polícia Militar.
Publicou os trabalhos Violência Programada Contra a Polícia Militar (1990); Disparo Acidental de Arma de Fogo, uma Tragédia Policial Militar (1997); A Força Estadual e os Conflitos pela Posse da Terra (1999) e Plano de Marketing da Polícia Militar para a Superação da Síndrome de Diadema (1999), lançadas pela própria Polícia Militar do Estado de São Paulo.
Atualmente, Paes de Lira divulga no site Pela Legítima Defesa suas ideias de pautas conservadoras, como o armamento da população civil e o direito a propriedade privada.